# Zoraida Luces de Febres
Zoraida Luces de Febres (Caicara de Maturín, 8 de junio de 1922 - 2016) fue una botánica, agrostóloga, y taxónoma venezolana. Perteneciente a la Fundación Instituto Botánico (comenzando su asistencia desde los quince años), es la primera científica botánica del país, y destacadísima discípula de Henri Pittier (1857-1950).
Es reconocida como la primera mujer venezolana en obtener la Licenciatura en Ciencias Naturales (1950) y doctorarse en Ciencias Biológicas (1958) en la Universidad Central de Venezuela.
Desarrolló sus actividades de investigación taxonómica en el Laboratorio de Biosistemática y Citogenética Vegetal del IBE: "Instituto de Biología Experimental", de la Facultad de Ciencias de la "Universidad Central de Venezuela", abarcando la diversidad genómica en géneros de la familia de las poáceas en Venezuela.

## Algunas publicaciones
- bruno Manara, zoraida Luces de Febres. 2003. Guía ilustrada del Jardín Botánico de Caracas. 2ª edición de Fundación Polar, 132 pp.

- zoraida Luces de Febres, julian a. Steyermark, eds. 1989. Flora de Venezuela. Vol. 8 (3): 15-226. Instituto Nacional de Parques, Dirección de Investigaciones Biológicas; Ediciones Fundación Educación Ambiental, Caracas

- lincoln Constance, daniel f. Austin, zoraida Luces de Febres. 1982. Convolvulaceae. Volumen 3 y 8 de Flora de Venezuela. Ed. Ed. Fundación Educación Ambiental, 226 pp.

- mary agnes Chase, zoraida Luces de Febres. 1972. Primer libro de las gramíneas: la estructura de las gramíneas explicada a los principiantes. Vol. 5 de Textos y materiales de enseñanza. 2ª ed. de Bib. Orton IICA, CATIE, 109 pp. en línea

- zoraida Luces de Febres. 1963. Las gramíneas del Distrito Federal. Vol. 63 de Boletín de la Academia de Ciencias Físicas, Matemáticas y Naturales. Ed. Instituto Botánico (Caracas) 234 pp.

- ------------------------------. 1953. Especies de Gramineas Nuevas Para la Ciencia

- ------------------------------. 1942. Géneros de las Gramíneas Venezolanas. N.º 4 de Boletín técnico. Ministerio de Agricultura y Cría. Editor Tipografía Garrido, 149 pp.

### Conferencias
- 15 de abril de 1998: Auditorio de la Fundación Instituto Botánico de Venezuela, Jornada de discusión "El recurso vegetal en la cuenca del Orinoco: presente, pasado y futuro"[6]

## Honores
- Presidenta de la Fundación Instituto Botánico de Venezuela Dr. Tobías Lasser[7]
- Miembro Suplente del Consejo Técnico del Instituto de Biología Experimental
- Asesora externa de la Comisión Técnica en Ciencias del Agro (CONICIT)
- Evaluadora externa de la revista Acta Botanica Venezuelica
- Evaluadora externa de la revista Ciencia
- Evaluadora externa de la revista Acta Científica Venezolana
- La abreviatura «Luces» se emplea para indicar a Zoraida Luces de Febres como autoridad en la descripción y clasificación científica de los vegetales.[8]